# Economie van Zweden

Bruto Regionaal Product per capita in duizenden van Zweedse kronen (2004)

In het midden van de 19e eeuw was de economie van Zweden nog grotendeels gebaseerd op landbouw. Zweden, dat in de 17e eeuw in Noord-Europa een dominante rol gespeeld had, was destijds een van de armste landen van Europa. Hierdoor kwam er een grote emigratie opgang van Zweden die een beter bestaan zochten in andere landen zoals de Verenigde Staten. Zweden was zich ervan bewust geworden dat het, zeker vergeleken met Rusland, te klein was om militair veel te bereiken. Het zou niettemin sterk profiteren van de Industriële revolutie, die toen begon.
De industrialisatie begon laat in Zweden, honderd jaar later dan Groot-Brittannië, maar ging snel. In het midden van de jaren 1800 verdiende 80 procent van de bevolking van het land van 3,5 miljoen hun brood met landbouw of aanverwante industrieën. Slechts 60 jaar later, rond 1910, was de bevolking gegroeid tot 5,5 miljoen, en minder dan de helft van de beroepsbevolking werkte in de landbouw en bijna een derde in de industrie. De waarde van de export was 13 keer gestegen, waarvan slechts de helft bestond uit grondstoffen zoals hout, graan en erts, vergeleken met 60-85 procent 90 jaar eerder.
Zweden had een aantal voordelen. Ten eerste beschikte het over grote hoeveelheden ijzererts en hout. Bovendien maakten de vele rivieren en watervallen het mogelijk om goedkoop elektriciteit te winnen. Zweden haalde de achterstand snel in. Tussen 1895 en 1914 bijvoorbeeld verdubbelde de industriële productie. Ook opvallend is het aantal succesvolle startende ondernemers uit die inhaalperiode, zoals Gustaf de Laval en Lars Magnus Ericsson, grondleggers van respectievelijk Alfa Laval en Ericsson, en Alfred Nobel. Zij profiteerden veelal van de bescherming die octrooien boden.
Ook wordt wel beweerd dat de Zweedse cultuur en mentaliteit positief bijdroegen. Zweden zouden, vanwege het koude klimaat, meer geneigd zijn tot samenwerking en minder nadruk leggen op individuele rechten. Vakbond LO en werkgeversorganisatie SAF, beide rond 1900 opgericht, regelden de lonen centraal.
Zweden profiteerde van zijn neutraliteit tijdens de twee Wereldoorlogen. Zelfs tijdens de crisis in de jaren 1930 slaagde het erin zijn economie te laten groeien. Na 1945 ging deze groei door, omdat Zwedens industrie in tegenstelling tot die in andere landen nog intact was.
Opvallend is de sterke rol die door de familie Wallenberg gespeeld werd en wordt. In de 19e eeuw richtte André Oscar Wallenberg de Enskilda Banken op, een bank die nu onderdeel is van SEB. Nazaat Marcus Wallenberg, een neef van diplomaat Raoul Wallenberg, domineerde Zweden in de 20e eeuw. De familie beschikt over aandelen met meer stemrecht en kan daarmee nog steeds een enorme invloed uitoefenen, reden waarom zij vaak kritiek krijgt.
De samenwerking tussen de sociaaldemocratische partij SAP en de Wallenbergs bleek in de jaren zestig en zeventig niet meer voldoende om het land vooruit te helpen. Industriële grootmachten als Duitsland en Japan hadden zich hersteld en de devaluatie van de dollar onder Nixon in 1971 hinderde de export. De Zweedse scheepswerven bijvoorbeeld, die in 1975 nog 10 % van de markt voor tankers en dergelijke vertegenwoordigen, gingen ondanks enorme subsidies ten onder als gevolg van de concurrentie met Japan en Zuid-Korea. Ook was de belastingdruk in verzorgingsstaat Zweden extreem hoog.
De jaren 1980 brachten wel voorspoed, maar aan het einde van dat decennium stortte de onroerend-goedmarkt in. De banken, die met oninbare leningen kampten, konden de industrie niet meer steunen. In de jaren 1991, 1992 en 1993 kromp de economie. De Zweden realiseerden zich dat zij boven hun stand leefden en dat hun kleine, op export gerichte land het zich niet kon veroorloven om veel hogere loonkosten te hebben dan de concurrentie. Onder Minister van Financiën Göran Persson (later premier) werd aan herstel gewerkt. In 1995 trad Zweden toe tot de Europese Unie, na een referendum in 1993. In de jaren negentig stootten grote Zweedse bedrijven als AB Volvo en Saab onderdelen, in beide gevallen de personenauto-divisie, af aan buitenlandse concerns, om zich meer op de kernactiviteiten te richten.
Zweden is een van de rijkere landen binnen de EU. Het huidige bruto nationaal product van Zweden is 3915 miljard Zweedse kronen (2014). Dit staat gelijk aan ongeveer 430,65 miljard euro. Hierdoor kwam het bruto nationaal product per hoofd van de bevolking uit op ongeveer € 44.000,-.
De Zweedse economie is georiënteerd op de export. Een aantal voorname Zweedse exportproducten zijn hout/houtproducten, ijzer, elektriciteit en auto's. De belangrijkste handelspartners van Zweden zijn Noorwegen, Finland, Denemarken, de Verenigde Staten, het Verenigd Koninkrijk en Duitsland.
Volgens Zweedse statistieken, was de werkloosheidsgraad in juni 2013 9.1% bij de algemene bevolking en 29% onder 15 à 25-jarigen. Deze cijfers moeten gerelativeerd worden. Velen zien studenten immers niet als werklozen.
Albanië · Andorra · Azerbeidzjan · België · Bosnië en Herzegovina · Bulgarije · Cyprus · Denemarken · Duitsland · Estland · Finland · Frankrijk · Georgië · Griekenland · Hongarije · IJsland · Ierland · Italië · Kroatië · Letland · Liechtenstein · Litouwen · Luxemburg · Malta · Moldavië · Monaco · Montenegro · Nederland · Noord-Macedonië · Noorwegen · Oekraïne · Oostenrijk · Polen · Portugal · Roemenië · Rusland · San Marino · Servië · Slovenië · Slowakije · Spanje · Tsjechië · Turkije · Vaticaanstad · Verenigd Koninkrijk · Wit-Rusland · Zweden · Zwitserland